# Burgena anisa
Burgena anisa är en fjärilsart som beskrevs av Jordan 1912. Burgena anisa ingår i släktet Burgena och familjen nattflyn. Inga underarter finns listade i Catalogue of Life.